# Південь-Піренеї
Південь-Піренеї (фр. Midi-Pyrénées, Окситанська мова: Miègjorn-Pirenèus/Mieidia-Pirenèus) — історичний регіон на півдні Франції з 1 січня 2016 у складі регіону Окситанія. Головне місто Тулуза. Населення 2,687 млн осіб (8-е місце серед регіонів).

## Географія
Площа території 45 348 км². Регіон включає департаменти Жер, Ар'єж, Аверон, Гаронна Верхня, Верхні Піренеї, Ло, Тарн і Тарн і Гаронна. Через нього протікають річки Адур, Ар'єж, Гаронна і Ло.
Історично, Південь-Піренеї складається з окремих частин Франції:
- 24.2 % регіону становила Ґасконь: західна половина департаменту Верхня Гаронна, на північний захід від Тарн і Гаронна. Жер повністю, на північ від департаменту Верхні Піренеї.

- 23.4 % — Лангедок: східна половина департаменту Гаронна Верхня, південний схід Тарн і Гаронна. Лангедок включає історичний регіон Альбіжуа.

- 19.9 % — Руерг: Аверон повністю, і східна частина Тарн і Гаронна. Провінція Руерг повністю входить до складу Південь Піренеї.

- 15.4 % — Кверсі: департамент Ло, повністю, і північна половина Тарн і Гаронна. Провінція Кверсі повністю входить до складу Південь Піренеї.

- 16.6 % становили дрібні Піренейські провінції, зі сходу до заходу: Графство Фуа (східна половина Ар'єж), Кусеранс (західна половина Ар'єж).

## Населення
Економічно активне населення: 936 тис. осіб. Столиця регіону Тулуза є третім містом Франції за кількістю студентів (після Парижа і Ліона).
Зайнятість населення:
- у сфері послуг: 58,8 %.
- в промисловості: 26,8 %.
- в сільському господарстві: 14,4 %.

На підприємствах Airbus (штаб-квартира компанії розташована в Тулузі) працюють понад 20 000 осіб.

## Історія
Південь — Піренеї не має історичної чи географічної єдності. Це один зі штучно створених регіонів Франції навколо великого промислового й культурного центру — міста Тулузи. Інший приклад штучних регіонів — регіон Рона-Альпи, який, був створений як регіон для Ліона.
Основну частину регіону складають області, що раніше входили до складу провінцій Ґасконь, Лангедок.